# Juan Morel Campos
Juan Morel Campos (16 de mayo de 1857 - 12 de mayo de 1896), fue un compositor puertorriqueño, considerado por muchos como el responsable de llevar el género de la danza a su nivel más alto. Compuso más de 550 obras musicales antes de morir inesperadamente a los 38 años.

## Primeros años
Juan Nepomuceno Morel Campos nació en Ponce, Puerto Rico, el 16 de mayo de 1857. Comenzó sus estudios musicales a la tierna edad de ocho años bajo el Prof. Antonio Egipciaco. Durante su juventud aprendió a tocar casi todos los instrumentos de metal de la orquesta.

## Carrera
Por algún tiempo Morel Campos dirigió la Banda Municipal de Ponce y fue también el organista de la Catedral de Ponce.
Fue el estudiante más aprovechado de Manuel G. Tavárez, (considerado el Padre de la Danza) cuya influencia puede percibirse en algunas de sus primeras composiciones. Pero Morel era un genio de por sí y continuó creando y componiendo danzas en las cuales incorporó todos los ritmos y estilos de su época así como sus propias innovaciones, desarrollando este género hasta lo que es hoy.
Muchas de las danzas de Morel no fueron escritas originalmente para piano. La primordial función de la Danza en sus orígenes era el baile y Morel tenía su propia orquesta, La Lira Ponceña, para la cual escribía la mayoría de sus composiciones. Posteriormente las transcribía para piano porque, de lo contrario, corrían el riesgo de no popularizarse. Dado que a finales del siglo diecinueve no existían los tocadiscos ni los sofisticados sistemas de sonido disponibles hoy día, el único medio de escuchar la música de moda era asistiendo a los conciertos, las retretas y los bailes, o interpretándola cada cual en su propio hogar en el piano que adornaba la sala en muchos de los hogares de adinerados en la isla.
Morel se inspiró en variados temas para sus composiciones, pero la mayoría de sus danzas fueron dedicadas a la mujer y al amor. La danza "Alma Sublime" tuvo su origen como un homenaje de renunciación a este amor. Se casó posteriormente con Secundina Beltrán quien aseguraba que: "el nacimiento de su primer hijo fue el acontecimiento en la vida de Morel que despertó su inspiración".

## Muerte
El 26 de abril de 1896, durante un concierto en Ponce mientras dirigía la obra "El reloj de Lucerna", Morel Campos sufrió un ataque cardiaco que culminó en su muerte el 12 de mayo de 1896, apenas 4 días antes de cumplir sus 39 años. La causa de su muerte fue porque su peor enemigo entró a la sala de conciertos y Morel Campos sufrió un ataque de enojo.

## Obras editadas
Partituras
- Cinco Danzas para piano (Sueños Dorados, El Torbellino, Carmelita, Felices Días, Buen Humor)

Cuatro 40 Ediciones, Madrid, España